# Челябінський буровугільний басейн
Челябінський буровугільний басейн — розташований у Челябінській області Росії.
Площа 1,3 тис. км².
Потужність вугленосної товщі 1600…3700 м.
Кількість вугільних пластів 75, робоча потужність 60. Потужність пластів: середня — 2…4 м, максимальна — 200 м.

## Загальний опис
Челябінський буровугільний басейн (ЧУБ) — розташований на схід від м Челябінська і є основною базою видобутку вугілля на східному схилі Уралу.
Родовище відкрито в 1832 році, промислова розробка почалася в 1907 році. Ще чверть століття знадобилося геологам, щоб зрозуміти, як, на яких глибинах і площах залягає вугілля. У 1930-і роки на геологічні карти було нанесено Челябінський буровугільний басейн, запаси якого на 1935 рік становили 1800 млн т. Створення в цьому районі потужного промислового вузла в 1930-і рр. викликало величезний інтерес до басейну і забезпечило різкий підйом вуглевидобутку. До 1940 році в районі Копейська працювала вже 21 шахта. Пік вуглевидобутку припадав на 1960-і рр. Розробка вугілля велася в Копейському, Камишинському, Коркінському і Еманжелінському районах.
До 2006 року розробка родовищ велася ВАТ «Челябінськуголь». Після його банкрутства і ліквідації майновий комплекс підприємства був викуплений ВАТ «Челябінська вугільна компанія».
ЧУБ має протяжність 140 км і простежується від озера Тишки на півночі до Южноуральська на півдні. Максимальна ширина вугленосної структури 14 км, глибина до чотирьох кілометрів. Басейн умовно розділений на сім вугленосних районів:
- Сугоякський
- Козирєвський
- Копейський
- Камишинський
- Коркинский
- Еманжелінський
- Кічігінський
- Тогузакський

Вміст вуглецю в челябінському вугіллі — в середньому 72,5 %, золи — 28-32 %. Теплотворна здатність — 4000-6000 ккал / кг. Вугілля схильне до самозаймання. Залишкові запаси вугілля в басейні на кінець XX століття становили 523 млн тонн.
Основной промислові центри:
- Копейськ
- Коркіно
- Еманжелінськ